# Saturn Cycling Team
Das Saturn Cycling Team (auch Saturn-Shimano und Team Saturn) war ein US-amerikanisches Radsportteam, das von 1993 bis 2003 existierte.
In den Jahren 1999–2001 war das Team in der UCI-Kategorie GS-II und 2002–2003 GS-III. Teammanager waren Tom Schuler, René Wenzel und Jim Copeland.
Levi Leipheimer, der 1998 und 1999 Mitglied des Teams war, erklärte 2012 in einer Stellungnahme, dass er in der zweiten Saisonhälfte 1999 im Saturn Team das erste Mal EPO angeboten bekommen habe und der Gebrauch dieses Dopingmittels im Team diskutiert worden sei.

## Bekannte Fahrer
| - Michael Barry (1998–2001) - Tom Danielson (2003) - Iván Domínguez (2001–2003) - William Frischkorn (2002–2003) - Christopher Horner (2003) - Levi Leipheimer (1998–1999) | - Kevin Livingston (1994) - Nathan O’Neill (2003) - Fred Rodriguez (1996–1998) - Chris Wherry (1998–2000) - Eric Wohlberg (2001–2003) |